# كليفورد أ. جونز
كليفورد أ. جونز هو محامي وقاضي وسياسي أمريكي، ولد في 19 فبراير 1912 في لونغ لين في الولايات المتحدة، وتوفي في 16 نوفمبر 2001 في لاس فيغاس في الولايات المتحدة. نشط حزبياً في الحزب الديمقراطي. وقد انتخب عضو المجلس النيابي لولاية نيفادا ‏.